# ليفوفلوكساسين
ليفوفلوكساسين (Levofloxacin) مضاد حيوي من زمرة الفلوروكوينولون.

## الخواص
محلول عيني عقيم فعّال ضد مجموعة كبيرة من الجراثيم الموجبة والسالبة الغرام الممرضة للعين، بفعل قاتل للجراثيم بتراكيز مساوية أو أكبر بقليل من تراكيزه المثبطة، وقد يكون فعّال ضد الجراثيم المقاومة للصادات الحيوية من زمرة البيتالاكتام والأمينوغلوكوزيد.

## الاستطباب
التهاب الملتحمة الجرثومي المُسبّب بأحد السلالات الجرثومية المتحسسة لليفوفلوكساسين.

## مضادات الاستطباب
فرط تحسس مسبق لليفوفلوكساسين، أو للكينولونات الأخرى.

## الحركية الدوائية
يخضع لامتصاص جهازي محدود بعد التطبيق العيني الموضعي.

## التداخلات الدوائية
التناول الجهازي لبعض الكينولونات قد يزيد تراكيز التيوفللين البلاسمية، ويتداخل في استقلاب الكافئين، ويزيد التأثير المميع الدموي للوارفارين الفموي ومشتقاته.

## التأثيرات الجانبية
اضطرابات في الرؤية، حمى، صداع، حرقة أو تهيّج عيني، وذمة في الجفن، جفاف عيني وحكة عينية، أو التهاب حلق.

## الجرعة والاستعمال
- في اليوم الأول والثاني: قطرة إلى قطرتين كل ساعتين خلال النهار بحيث لا تتجاوز 8 مرات في اليوم.
- في اليوم الثالث حتى السابع قطرة إلى قطرتين كل 4 ساعات خلال النهار يحيث لا تتجاوز 4 مرات في اليوم.

## الحفظ والتخزين
تُحفظ العبوات ذات القطارة التي تحوي 5 مل في درجة حرارة الغرفة (15-20 ْم)، بعيداً عن أشعة الشمس والرطوبة.